# LKT Team Brandenburg/Saison 2013
Dieser Artikel listet Erfolge und Fahrer des Radsportteams LKT Team Brandenburg in der Saison 2013 auf.

## Erfolge in der UCI Europe Tour
| Datum    | Rennen                     | Kat. | Fahrer         |
| -------- | -------------------------- | ---- | -------------- |
| 10. Mai  | 3. Etappe Tour de Berlin   | 2.2U | Willi Willwohl |
| 11. Mai  | 4. Etappe Tour de Berlin   | 2.2U | Willi Willwohl |
| 12. Mai  | 5. Etappe Tour de Berlin   | 2.2U | Willi Willwohl |
| 27. Juli | 6. Etappe Dookoła Mazowsza | 2.2  | Willi Willwohl |

## Zugänge – Abgänge
| Zugänge           | Team 2012                      | Abgänge         | Team 2013               |
| ----------------- | ------------------------------ | --------------- | ----------------------- |
| Jonas Koch        | Team Specialized Concept Store | Michel Koch     | Cannondale Pro Cycling  |
| Sebastian Deckert | Neoprofi                       | Nikias Arndt    | Team Argos-Shimano      |
| Jonathan Herrmann | Neoprofi                       | Henning Bommel  | rad-net Rose Team       |
| Carl Soballa      | Neoprofi                       | Kersten Thiele  | rad-net Rose Team       |
| Willi Willwohl    | Neoprofi                       | Michael Hümbert | Team Bergstraße-Jenatec |
|                   |                                | Nico Heßlich    | Rudy Project Racingteam |
|                   |                                | David Bartl     | Unbekannt               |
|                   |                                | Bastian Menzel  | Unbekannt               |

## Mannschaft
| Name              | Geburtstag         | Nationalität |
| ----------------- | ------------------ | ------------ |
| Robert Bartko     | 23. Dezember 1975  | Deutschland  |
| Maximilian Borman | 1. Mai 1993        | Deutschland  |
| Sebastian Deckert | 8. August 1990     | Deutschland  |
| Felix Donath      | 7. Januar 1993     | Deutschland  |
| Jonathan Herrmann | 13. Dezember 1994  | Deutschland  |
| Tobias Knaup      | 17. März 1993      | Deutschland  |
| Jonas Koch        | 25. Juni 1993      | Deutschland  |
| Matthias Plarre   | 27. Februar 1992   | Deutschland  |
| Franz Schiewer    | 15. November 1990  | Deutschland  |
| Carl Soballa      | 19. September 1994 | Deutschland  |
| Maximilian Stier  | 8. November 1993   | Deutschland  |
| Yuriy Vasyliv     | 13. September 1993 | Deutschland  |
| Willi Willwohl    | 31. August 1994    | Deutschland  |